# Árvay József (tanfelügyelő)
Árvay József (Kisráska, 1823. december 13. – Sárospatak, 1879. március 21.) királyi tanácsos, tanfelügyelő.

## Élete
Apja Árvay András református lelkész volt. 1831 tavaszán Sárospatakra ment, ahol a középiskolai évek eltöltése után 1839-ben a felsőbb tudományok hallgatói közé lépett, s a bölcseleti, jogi s hittudományi előadásokat közel hét évig hallgatta. Ezután házi nevelő volt. 1848-ban félévig Megyaszón káplánkodott; azután Téglásra, Degenfeld Imre gróf házához ment nevelőnek, ahonnan 1849 nyarán betegen távozott golopi rokonaihoz. 1850-ben a golopi református egyházban előbb segéd-, majd rendes lelkészi hivatalt viselt. 
1851. szeptember 19-én a sárospataki főiskolán gimnáziumi tanárrá választották. Mint a matematika szaktanára 1853-ban, ennek tanulmányozása végett, néhány hónapot Bécsben töltött. 1857-ben felállították a sárospataki főiskolában a tanítóképző intézetet, ennek igazgatója lett, előbb azonban az egyházkerület külföldre küldte az iskolák és tanügyi irodalom tanulmányozása végett. Ekkor látogatta meg Németországot, Belgiumot és Svájcot. 1863-ban az egyházkerület akadémiai tanári ranggal tisztelte meg s 1869-ben királyi tanácsos és Zemplén megye tanfelügyelője lett.

## Munkái
- Számtan, fejlesztő rendszeren, népszerű modorban. S.-Patak. 1852
- Vezérkönyv az elemi számtanításban. Néptanítók számára. 2 füzet. Uo. 1856 (Ezen czímmel is: Sárospataki Népiskolai Könyvtár VII. Azóta többször nyomatott, így az első füzet 2. kiadása Uo. 1859. 3. kiadás Uo. 1871. Második füzet 2. kiadás Uo. 1870)
- Népiskolai tanterv. Uo. 1858
- Vezérkönyv az ó- és új-testamentomi szent történetek előadásában. Uo. 1859 (Ezen czímmel is: Sárospataki Népiskolai Könyvtár IX. Uo. 1862. Jutalmat nyert pályamű. 2. kiadás két kötetben. Uo. 1868)
- Ó és új testamentomi szent történetek. Olvasókönyv. Uo. 1859. (Azóta a ref. egyetemes tanügyi bizottmánytól jutalmazva megjelent többször, így Pesten 1862., 1865. és 1872-ben.)
- Számtan egész és törtszámokkal. Uo. 1859
- Beszéd- és értelem-gyakorlatok a szemléltetés alapján. Uo. 1862 (ezen czímmel is: Sárosp. Népisk. Könyvtár X.)
- Földrajz I. kötet. Pest, 1863
- ABC az irvaolvastató tanmód szerint összeállítva. Elsőrendű jutalmat nyert pályamű Pest, 1864 (2. kiadás. Uo. 1870. 3. kiadás. Sárospatak. 1878. Azóta többször sok ezer példányban.)
- ABC és vezérkönyv az irvaolvasás tanításában és ütemírásban. Elsőrendű jutalmat nyert pályamű. Pest, 1865. (és Pápa, 1866.)
- Magyar nyelvtan népiskolák számára. Elsőrendű jutalmat nyert pályamű. Pápa, 1865 (2. kiadás. Uo. 1871. Uj kiadás, átdolgozta Kapitány János. Népiskolai Könyvtár IV. köt. Sárospatak, 1885. Ism. Népnevelők Lapja)
- Magyar nyelvtan a mondattan alapján. Iskolatanítók számára. Pápa, 1864 (elsőrendű jutalmat nyert pályamunka)
- Mértani földrajz. Kézikönyv népiskolák számára. S.-A.-Ujhely, 1871
- Vezérkönyv a mértani földrajz előadásában tanítók számára. Sárospatak, 1871
- Példatár, azaz számfeladatok gyűjteménye. 2. füzet. Uo. 1872
- Rosenmayer Izsákkal: Bibliai történetek az izraelita iskolák számára. S.-A.-Ujhely. 1865 (2. kiadás. Uo. 1869. 6. kiadás. Uo. 1881. 7. kiadás. Uo. 1883. Jav. és bőv. 8. kiadás. Uo. 1887)